# Ilisha elongata
Ilisha elongata is een straalvinnige vis uit de familie haringen, sardienen en pellona's (Pristigasteridae). De wetenschappelijke naam van de soort is voor het eerst geldig gepubliceerd in 1830 door Bennett.